# Blondin i fara
Blondin i fara är en svensk drama- och deckarfilm från 1957 i regi av Robert Brandt. I rollerna ses bland andra Mark Miller, Lars Ekborg och Anita Thallaug. Filmen var Brandts debut som långfilmsregissör.

## Handling
Journalisten Larry Brand reser till Sverige för att skriva en artikelserie om svensk moral.

## Rollista
- Mark Miller – Larry Brand, journalist
- Lars Ekborg – Max, narkotikahandlare
- Anita Thallaug – Mona Mace, stripteasedansös
- Ruth Johansson – Laila, sångerska
- Erik Strandmark – Olle
- Birgitta Ander – Birgitta
- Eva Laräng – Ingrid, Birgittas syster
- Stig Järrel – Kreuger, narkotikahandlare
- Peter Lindgren – nattklubbsägare
- Börje Mellvig – kriminalkommissarie
- Bo Bjelfvenstam – kriminalpolis
- Alexander von Baumgarten – Kreugers betjänt
- Ernst von Klipstein – läkare
- Ralph Brown – Mulligan, redaktionschef
- John Starck – vaktmästare på Gröna Lund
- Sangrid Nerf – taxichaufför
- Anita Edberg – flickan i telefonkiosken
- Dagny Helander – prostituerad
- Norma Sjöholm – prostituerad
- Sture Brautmüller – ej identifierad roll

## Tillkomst
Inspelningen ägde rum 1957 i Metronomes studio i Stocksund samt på Bromma flygplats, Gamla stan, Grand Hôtel och Gröna Lund, alla i Stockholm. Producent var Tom Younger, manusförfattare Peter Bourne och fotograf Bengt Lindström. Musiken komponerades av Charles Redland och Erik Nordgren. Filmen klipptes ihop av Lennart Wallén och premiärvisades den 18 november 1958 i New York i USA. Sverigepremiär hade den 18 november på biografen Aveny i Norrköping. Den var 93 minuter lång och tillåten från 15 år. Dialogen i filmen var helt på engelska.

## Mottagande
Filmen fick negativ kritik när den utkom och en recensent utnämnde den till "årets sämsta film".